# Vrede van Guadalupe Hidalgo

Kaart van het gebied dat aan de VS kwam. Het oranje gekleurde gebied werd in 1853 aan de VS verkocht (zie Gadsdenaankoop)

De Vrede van Guadalupe Hidalgo was een vredesverdrag tussen Mexico en de Verenigde Staten dat getekend werd op 2 februari 1848. Het maakte een einde aan de Mexicaans-Amerikaanse Oorlog en zorgde ervoor dat Mexico een groot gebied (Alta California) voor US$15 miljoen aan de Verenigde Staten verkocht. 
Het verdrag werd getekend in Guadalupe Hidalgo, de tegenwoordige gemeente Gustavo A. Madero in Mexico-Stad. Het verdrag werd ondertekend door Antonio López de Santa Anna en Nicholas P. Trist. Op 10 maart werd het geratificeerd door de Amerikaanse Senaat en op 19 mei van hetzelfde jaar door de Mexicaanse regering. Het verdrag gaf de Mexicanen die door de overdracht van het noorden van Mexico in de VS kwamen te wonen de mogelijkheid te kiezen tussen de Amerikaanse en de Mexicaanse nationaliteit. De meesten kozen voor de Amerikaanse nationaliteit.
Zoals vaker bij dit soort verdragen, is het Verdrag van Guadalupe Hidalgo in Mexico bekender dan in de Verenigde Staten. Onder de naam Aztlan zijn in de Verenigde Staten bewegingen actief die het gebied dat door het verdrag verloren is gegaan weer bij Mexico willen voegen.